# Bernardo Corradi
Bernardo Corradi (Siena, 30 de marzo de 1976) es un exfutbolista italiano. Jugaba de delantero y su primer equipo fue Cagliari Calcio.

## Selección nacional
Fue internacional con la selección de fútbol de Italia. Jugó 13 partidos internacionales y anotó dos goles.

## Clubes
En total, en 476 partidos, logró marcar 105 goles.
→ Indica que estuvo cedido en el club.
| Club            | País       | Año       | Partidos | Goles |
| --------------- | ---------- | --------- | -------- | ----- |
| Poggibonsi      | Italia     | 1994-1996 | 47       | 9     |
| Ponsacco        | Italia     | 1996-1997 | 31       | 6     |
| Cagliari        | Italia     | 1997      | 17       | 0     |
| → Montevarchi   | Italia     | 1997-1998 | 26       | 5     |
| → Andria        | Italia     | 1998-1999 | 31       | 7     |
| Cagliari        | Italia     | 1999-2000 | 5        | 0     |
| ChievoVerona    | Italia     | 2000-2002 | 68       | 22    |
| Inter de Milán  | Italia     | 2002      | 0        | 0     |
| SS Lazio        | Italia     | 2002-2004 | 64       | 20    |
| Valencia        | España     | 2004-2005 | 21       | 3     |
| → Parma         | Italia     | 2005-2006 | 36       | 10    |
| Manchester City | Inglaterra | 2006-2007 | 25       | 3     |
| → Parma         | Italia     | 2007-2008 | 27       | 5     |
| Reggina         | Italia     | 2008-2009 | 30       | 10    |
| Udinese         | Italia     | 2009-2011 | 37       | 1     |
| Montreal Impact | Canadá     | 2012      | 11       | 4     |

## Palmarés

### Campeonatos nacionales
| Título      | Club     | País   | Año  |
| ----------- | -------- | ------ | ---- |
| Copa Italia | SS Lazio | Italia | 2004 |

### Copas internacionales
| Título              | Club     | País   | Año  |
| ------------------- | -------- | ------ | ---- |
| Supercopa de Europa | Valencia | Mónaco | 2004 |

## Televisión
Entre mayo y junio de 2017, junto con el bailarín profesional Stefano De Martino, fue uno de los tutores y profesores en la segunda edición del talent show de Canale 5 Selfie – Le cose cambiano conducido por Simona Ventura.